# بين سيمون
بين سيمون (بالإنجليزية: Ben Simon)‏ هو لاعب هوكي الجليد أمريكي، ولد في 14 يونيو 1978 في شاكير هايتس في الولايات المتحدة.

## وصلات خارجية
- بين سيمون على موقع دوري الهوكي الوطني (الإنجليزية)
- بين سيمون على موقع قاعة مشاهير الهوكي (لاعب أن.إتش.أل) (الإنجليزية)
- بين سيمون على موقع EliteProspects.com (الإنجليزية)
- بين سيمون على موقع Eurohockey.com (الإنجليزية)
- بين سيمون على موقع HockeyDB.com (الإنجليزية)
- بين سيمون على موقع Hockey-Reference.com (الإنجليزية)